# Мавритания на летних Олимпийских играх 2008
Мавритания принимала участие в Летних Олимпийских играх 2008 года в Пекине (Китай) в седьмой раз за свою историю, но не завоевала ни одной медали. Сборную страны представляла 1 женщина.